# الحومرة (مسورة)

تعديل مصدري - تعديل

الحومرة هي إحدى قرى عزلة دماج بمديرية مسورة التابعة لمحافظة البيضاء، بلغ تعداد سكانها 26 نسمة حسب تعداد اليمن لعام 2004.